# Péninsule de Viimsi
La péninsule de Viimsi, estonien : Viimsi poolsaar, est une péninsule située sur la côte du golfe de Finlande à Tallinn en Estonie. 

## Géographie
La péninsule est bordée à l'ouest par Tallinn et à l'est par la baie de Muuga (et).
Elle a une superficie d'environ 50 km2, mesure 10 km de long et a une largeur moyenne de 5 km.
La péninsule fait parte de la commune de Viimsi.